# Gramàtica del català
La gramàtica del català és la ciència que estudia i descriu l'estructura de la llengua catalana.

## Morfologia
La morfologia és la branca de la lingüística que estudia les regles que regeixen l'estructura interna dels mots.

### Morfologia nominal
Tant la flexió dels adjectius com la dels noms depenen de dues categories gramaticals: el gènere i el nombre, amb dos possibles valors cadascuna: masculí i femení, singular i plural, respectivament. Però, si bé els adjectius, els determinants i els quantificadors admeten variacions de gènere i nombre per raons de concordança amb el nom, aquest últim normalment té un gènere inherent i, en alguns casos, també un nombre inherent.
De les possibles combinacions entre els valors de gènere i de nombre, en sorgeix el paradigma flexiu adjectival: 
|         | Singular | Plural |
| ------- | -------- | ------ |
| masculí | prim     | prims  |
| femení  | prima    | primes |

Pel que fa a la morfologia del pronoms, cal diferenciar entre pronoms tònics, o personals, i els àtons.
Els primers tenen tres persones gramaticals que varien depenent del nombre i, algunes, del gènere, de la funció sintàctica, de les relacions socials (formes de tractament) i de la varietat dialectal. El paradigma flexiu pronominal tònic és el següent:
- jo. 1a persona del singular.
- mi. 1a persona del singular, emprat darrere de preposició.
- nós. 1a persona del singular, forma arcaica emprada com a plural majestàtic.
- tu. 2a persona del singular.
- vós. 2a personal del singular, emprada en casos de diferència d'edat o de posició entre interlocutors o per expressar respecte.
- vostè. 2a persona del singular, emprat per adreçar-se a desconeguts o persones més grans o per expressar distància.
- ell. 3a persona del singular masculí.
- ella. 3a persona del singular femení.
- si. 3a persona del singular, emprada en casos de reflexivitat i normalment substituïble per ell o ella.
- nosaltres. 1a persona del plural.
- vosaltres. 2a persona del plural.
- vostès. 2a persona del plural, plural de vostè, emprat en els mateixos casos que vostè, quan el receptor és més d'una persona.
- ells. 3a persona del plural masculí.
- elles. 3a persona del plural femení.

Els pronoms febles o àtons tenen un paradigma flexiu més elaborat, ja que varien depenent de la persona, el gènere, el nombre i la funció sintàctica, però també de la seva posició respecte al verb. Així doncs, un pronom feble que està davant del verb es diu que està en posició proclítica, mentre que un que hi està darrere, es diu que està en posició enclítica. A més, si un pronom està en situació proclítica i davant d'una consonant, es diu que la seva forma és reforçada, però, en canvi, si està davant d'una vocal, la seva forma és elidida; en posició enclítica, si el pronom està situat darrere d'una consonant (o d'una semivocal), es diu que té una forma plena, però, si està darrere d'un verb acabat en vocal, la seva forma és reduïda.
El diagrama I mostra totes les formes pronominals àtones. Els pronoms de la columna A s'usen quan el verb comença en consonant i els de la columna B quan el verb comença en vocal.
Diagrama I
|                 |                 | Proclisi    | Proclisi      | Enclisi | Enclisi |
| Forma reforçada | Forma elidida   | Forma plena | Forma reduïda |         |         |
| --------------- | --------------- | ----------- | ------------- | ------- | ------- |
| 1a pers. sing   | 1a pers. sing   | em          | m'            | -me     | 'm      |
| 2a pers. sing   | 2a pers. sing   | et          | t'            | -te     | 't      |
| 3a              | reflex.         | es          | s'            | -se     | 's      |
| 3a              | CD (masc)       | el          | l'            | -lo     | 'l      |
| 3a              | CD (fem)        | la          | l'            | -la     | -la     |
| 3a              | CI              | li          | li            | -li     | -li     |
| 1a pers. plural | 1a pers. plural | ens         | ens           | -nos    | 'ns     |
| 2a pers. plural | 2a pers. plural | us          | us            | vos     | us      |
| 3a              | reflexiu        | es          | s'            | -se     | 's      |
| 3a              | CD (masc)       | els         | els           | -los    | 'ls     |
| 3a              | CD (fem)        | les         | les           | -les    | -les    |
| 3a              | CI (masc i fem) | els         | els           | -los    | 'ls     |

A aquest quadre de pronoms, cal afegir-hi els pronoms en, ho i hi (forma plena). Tant ho com hi són invariables; en canvi, en varia depenent de la seva situació en relació amb el verb. Així, en posició proclítica en forma reforçada, es manté la forma plena en, mentre que en forma elidida, tenim n'. La seva forma plena en posició enclítica és -ne, mentre que la forma elidida en posició proclítica és 'n.

#### Ordre i combinació dels pronoms febles
La fórmula general de combinació és: 
- se + 2a p + 1a p + CI (3a p: li, els) + CD (3a p: el, la, els, les, ho) + adverbials (en, hi)

Seguint l'ordre de la fórmula, sempre cap a la dreta, qualsevol combinació de dos o més pronoms és possible, exceptuant les combinacions: ho + en (* n'ho), o hi (* ho hi); i la repetició dels pronoms * en + en, * ho + ho o * hi + hi.
En la combinació de dos pronoms, l'apòstrof sempre es col·loca al més a la dreta possible: 
- se't, se'ns, se'm, se'n, te'm, te'ls, te'l, te'n, etc.

Les combinacions de el i la amb en s'escriuen l'en i la'n, respectivament: 
- No puc traure-l'en (el meu fill, del col·legi)
- No puc traure-la'n (la meua filla, del col·legi)

Vegeu: Combinació de dos pronoms febles

### Morfologia verbal
Segons la gramàtica tradicional, el verb és la paraula que expressa el procés o l'acció que el subjecte realitza o pateix, o bé l'existència o l'estat del subjecte, o la relació entre el predicat nominal i el subjecte.
Considerant el verb en si mateix hi podem distingir bàsicament:
- La conjugació: que és un conjunt ordenat de les formes que pot adoptar un verb en combinar-se l'arrel amb les desinències que donen lloc a les formes de cada paradigma. Els verbs es classifiquen en tres conjugacions segons la terminació de l'infinitiu: 
  - Primera conjugació: acabats en -ar (cantar)
  - Segona conjugació: acabats en -re (batre, coure), -er (haver, témer) o -r (dir, dur)
  - Tercera conjugació: acabats en -ir (sentir, patir)

- El mode: és la categoria que expressa l'actitud que té el parlant respecte a allò que diu. Es distingeixen tres modes: indicatiu, subjuntiu i imperatiu.

- El temps: és la categoria gramatical que situa cronològicament l'acció verbal en relació amb el moment en què es parla. El temps situa, bàsicament, els fets en el present, el passat o el futur.

- L'aspecte: és la categoria descriptiva del verb, relativa a la durada, al desenvolupament i a l'acompliment de l'acció descrita.
- La persona: de la mateixa manera que els pronoms, els verbs varien depenent de la persona gramatical: primera, segona i tercera.
- El nombre: els verbs, igual que la majoria de categories gramaticals, tenen formes en singular i en plural.

#### Conjugació dels verbs
Els verbs regulars segueixen la forma fonològica del radical i de les terminacions dels models de les conjugacions a què pertanyen; els verbs irregulars, en canvi, no les segueixen.

## Fonologia
La fonologia és la branca de la lingüística que estudia el valor funcional dels sons en les llengües i les seves alteracions sistemàtiques. Així, en català existeix un sistema vocàlic i un sistema consonàntic. Aquests dos sistemes diferencien els sons de la llengua en funció de tres factors: la sonoritat (sord/sonor), el punt d'articulació (bilabial, labiodental, dental, alveolar, palatal, velar i labiovelar) i el mode d'articulació (oclusiu, nasal, fricatiu, africat, aproximant, lateral, bategant i vibrant).

### Vocalisme
En català, el sistema vocàlic es compon de vuit vocals que es diferencien pels diferents graus d'obertura de la cavitat oral i pel punt d'articulació oral.
|                   | Anterior                                                                | Central                                                                 | Posterior                                                               |
| ----------------- | ----------------------------------------------------------------------- | ----------------------------------------------------------------------- | ----------------------------------------------------------------------- |
| Tancada           | \| i u e o (ə) ɛ ɔ a \| Aquesta transcripció segueix l'alfabet de l'AFI | \| i u e o (ə) ɛ ɔ a \| Aquesta transcripció segueix l'alfabet de l'AFI | \| i u e o (ə) ɛ ɔ a \| Aquesta transcripció segueix l'alfabet de l'AFI |
| Semitancada       | \| i u e o (ə) ɛ ɔ a \| Aquesta transcripció segueix l'alfabet de l'AFI | \| i u e o (ə) ɛ ɔ a \| Aquesta transcripció segueix l'alfabet de l'AFI | \| i u e o (ə) ɛ ɔ a \| Aquesta transcripció segueix l'alfabet de l'AFI |
| Mitjana           | \| i u e o (ə) ɛ ɔ a \| Aquesta transcripció segueix l'alfabet de l'AFI | \| i u e o (ə) ɛ ɔ a \| Aquesta transcripció segueix l'alfabet de l'AFI | \| i u e o (ə) ɛ ɔ a \| Aquesta transcripció segueix l'alfabet de l'AFI |
| Semioberta        | \| i u e o (ə) ɛ ɔ a \| Aquesta transcripció segueix l'alfabet de l'AFI | \| i u e o (ə) ɛ ɔ a \| Aquesta transcripció segueix l'alfabet de l'AFI | \| i u e o (ə) ɛ ɔ a \| Aquesta transcripció segueix l'alfabet de l'AFI |
| Oberta            | \| i u e o (ə) ɛ ɔ a \| Aquesta transcripció segueix l'alfabet de l'AFI | \| i u e o (ə) ɛ ɔ a \| Aquesta transcripció segueix l'alfabet de l'AFI | \| i u e o (ə) ɛ ɔ a \| Aquesta transcripció segueix l'alfabet de l'AFI |
| i u e o (ə) ɛ ɔ a |                                                                         |                                                                         |                                                                         |

El vocalisme àton del català varia depenent de la varietat dialectal. La neutralització, per exemple, és un tret fonològic característic de les varietats orientals:
- /a/, /e/, /ɛ/ → [ə]
- /o/, /ɔ/, /u/ → [u]
- /i/ → [i]

En alguns dialectes catalans, aquesta neutralització no es duu a terme seguint la regla general:
- Alguerès: /a/, /e/, /ɛ/ → [a].

En català occidental:
- /e/, /ɛ/ → [e]
- /o/, /ɔ/ → [o].

La neutralització de les vocals és pròpia de tots els parlars de la llengua catalana, però hi ha diferències en els sons resultants. També hi ha fenòmens de contacte vocàlics que alteren la realització fonètica dels conjunts vocàlics.

### Consonantisme
El sistema consonàntic del català no té gaires variacions dialectals, sinó que és un sistema força unitari:
| Sonoritat  | Bilabial - + | Labiodental - + | Dental - + | Alveolar - + | Palatal - + | Velar - + | Labiovelar - + |
| ---------- | ------------ | --------------- | ---------- | ------------ | ----------- | --------- | -------------- |
| Oclusiva   | p b          |                 | t d        |              |             | k g       |                |
| Nasal      | m            | ɱ               |            | n            | ɲ           | ŋ         |                |
| Lateral    |              |                 |            | ɫ            | ʎ           |           |                |
| Vibrant    |              |                 |            | r            |             |           |                |
| Bategant   |              |                 |            | ɾ            |             |           |                |
| Fricativa  |              | f (v)           |            | s z          | ʃ ʒ         |           |                |
| Africada   |              |                 |            | t͡s d͡z        | t͡ʃ d͡ʒ       |           |                |
| Aproximant | β            |                 | ð          | (ɹ)          | j           | ɣ         | w              |

En el consonantisme també hi ha fenòmens de contacte consonàntics.

### Prosòdia[3]
L'accent fònic català només pot recaure en les tres últimes síl·labes del mot. Hi ha, doncs, paraules agudes, planes i esdrúixoles. Aquest accent fonètic, d'acord amb les normes d'accentuació catalanes, es pot convertir en un accent gràfic. També hi ha un accent fònic secundari en el radical de l'esquerra en paraules compostes, en les paraules derivades amb prefix tònic i en els adverbis formats amb el sufix -ment. A més, cal tenir en compte que el nucli sil·làbic català és una vocal, per la qual cosa l'accent del mot sempre cau sobre una vocal.
Generalment, la prosòdia oracional s'altera depenent de la modalitat oracional:
- Declaratives: to descendent
- Interrogatives: to ascendent (interrogatives totals) o descendent (interrogatives parcials)
- Exclamatives i imperatives: to sostingut amb descens final abrupte.

- Compostes: to ascendent en el primer element i descendent en el segon.

## Sintaxi
La sintaxi és la branca de la lingüística que estudia les relacions dels mots en una oració i les funcions que hi compleixen. Cal distingir entre categories i funcions. En primer lloc, les categories gramaticals caracteritzen les unitats lèxiques d'acord amb determinades propietats i es manifesten per mitjans lèxics, sintàctics o fonològics. La categoria és, per tant, quelcom inherent en el mot. Per exemple, el nom taula sempre és un nom, independentment de la seva posició dins l'oració. En segon lloc, la funció sintàctica fa referència a la relació gramatical que un element estableix amb uns altres elements d'una oració o d'un sintagma.
La l'estructura sintàctica catalana està composta per tot un seguit de sintagmes que giren al voltant del verb, un dels quals, que és un sintagma nominal, fa la funció sintàctica de subjecte. Els altres poden dur a terme les funcions de complements forts (Complement Directe, Complement Indirecte i Complement Preposicional) o bé, de Complements Circumstancials o adjunts.

### Concordança
La concordança és la relació d'un mot amb un altre del qual segueix les variacions pel que fa al gènere, al nombre i a la persona. La concordança (de persona i nombre) amb el verb és la prova sintàctica que permet identificar el subjecte d'una oració.

### Subjecte i predicat
El subjecte i el predicat són dues funcions gramaticals oracionals bàsiques de l'oració.
El subjecte està format per un sintagma nominal d'estructura i extensió variables que concorda en persona i nombre amb el nucli del predicat, el verb. Aquest últim pot regir o no complements (complements forts) i pot portar circumstancials (anomenats també adjunts). En general, l'oració catalana té un subjecte (hi ha algunes excepcions) i un predicat, tots dos formats, com a mínim, per un nucli: un nom i un verb, respectivament. També pot portar adjunts oracionals.

### Tipus d'oracions
La sintaxi catalana inclou quatre tipus de frases, d'acord amb la seva estructura gramatical: 
- Predicatives: tenen un subjecte, un verb i els complements d'ambdós. La Júlia va comprar una poma per a la seva mare. En Joan balla una cançó.
- Atributives: es formen amb un subjecte, un verb i un atribut. Aquestes estovalles són de fil. La biblioteca estava buida. La clau semblava rovellada.
- Impersonals: no admeten subjecte per restriccions semàntiques del verb; només tenen, per tant, un verb i els seus complements Neva. Plou molt.
- Inacusatives: es formen mitjançant un verb i un sintagma nominal postverbal que fa una funció mixta de subjecte i complement directe. Avui s'han publicat tres notícies sobre terratrèmols.

#### Ordre oracional
L'ordre del subjecte i el predicat dins l'estructura oracional varia, en català, segons el tipus d'oració.
- Predicatives: subjecte - verb - complements del verb
- Atributives: subjecte - verb - atribut
- Impersonals: verb - complements del verb
- Inacusatives: verb - subjecte / complement directe

### Oracions compostes
Tota oració que contingui més d'un verb és una oració composta. Hi ha dos tipus d'oracions compostes: les coordinades i les subordinades. En el primer cas, les dues oracions són oracions principals i estan al mateix nivell, superior, de l'estructura sintàctica. Són oracions que podrien construir-se autònomament (Jo vaig anar a comprar i la Maria va anar a classe). Aquestes oracions independents estan unides per un nexe que és el que expressa la relació entre ambdues (en l'exemple, el nexe és i i, per tant, tenim una oració copulativa).
En el segon cas, la subordinació, un dels predicats té una relació de dependència en relació amb l'oració principal. L'oració subordinada no té, doncs, autonomia, ja que forma part de l'oració principal (Vaig veure la noia que t'agradava). L'estructura d'una oració subordinada és la mateixa que la d'una oració principal. Un dels nexes subordinants més freqüents que.

### Pronoms febles
La riquesa del sistema de pronoms febles és una de les característiques sintàctiques més singulars del català. Aquesta riquesa s'ha relacionat sovint amb la possibilitat que té de modificar l'ordre no marcat de l'oració (descrit més amunt) per mitjà de tematitzacions, que permeten distribuir els elements més o menys informatius d'acord amb les motivacions pragmàtiques del parlant.